# Paul du Vallier
Paul du Vallier (c.1623-c.1700) est un magistrat français du XVIIe siècle. Juif baptisé, il participa au procès de Raphaël Lévy en 1669.

## Biographie
Fils d'un médecin du Ghetto, "Mardochée Wallich" naît vers 1623, à Metz, ville du Saint-Empire, sous protectorat français depuis le siège de 1552. Encouragée par les autorités françaises, une communauté juive s'était installée dans la cité, autour d'une nouvelle synagogue, proche de Saint-Ferroy, probablement avant son institution officielle par le duc d'Epernon en 1614. La communauté, majoritairement issue d'Europe centrale et orientale, était placée sous la protection des autorités royales, qui y voyaient une nouvelle source d'approvisionnement pour les troupes françaises, en chevaux, blé et fourrage. Dans ces conditions, plutôt favorables, Mardochée Wallich se convertit au catholicisme, se faisant baptiser en 1641. 
Se faisant alors appeler « Paul du Vallier », il s'engage ensuite dans les armées du Roi, devenant médecin militaire à Neuf-Brisach. Pour sa connaissance du Yiddish, langue vernaculaire des communautés juives d'Europe centrale et orientale, il est consulté en 1669 dans le cadre de l'affaire Raphaël Levy. 
La communauté juive l'accuse de malveillance dans cette affaire retentissante. Il aurait mal interprété un terme dans une déposition du prévenu, envoyant ce dernier au bûcher. Accusé de trahison par sa mère Antoinette, il se justifie alors en fustigeant « la déplorable condition » dans laquelle les juifs se trouvaient, la comparant à de l'esclavage.
Abhorré par sa communauté d'origine, Paul du Vallier se retira à Kaysersberg en Alsace.

## Sources
- Jean-Bernard Lang ; Anne-Elisabeth Spica (sous la direction de) : Les Juifs de Metz à l'époque de Bossuet: une communauté en devenir, in Bossuet À Metz (1652-1659): Les années de formation et leurs prolongements, Actes du colloque international de Metz, 1-22 mai 2004, Peter Lang, 2005.